# الكوكب الرياضي بمنزل النور
الكوكب الرياضي بمنزل النور هو فريق كرة قدم تونسي تأسس عام 1977 في مدينة منزل النور ، ولاية المنستير صعد هذا الفريق إلى الرابطة التونسية المحترفة الثانية لكرة القدم في موسم 2019 - 2020.